# Європейські пакистанці
Європейські пакистанці — це жителі Пакистану, які мають повне або часткове європейське походження.

## Історія
До поділу Індії в 1947 році Пакистан був частиною Британської влади. Британський контроль над регіоном почався з анексії Сінда в 1843 році, Пенджабу і північно-західного кордону в 1849 році та Белуджистану в 1876 році. Колоніальний період розширив європейський вплив у Південній Азії. Тисячі європейських поселенців прибули на Індійський субконтинент як адміністратори, солдати, чиновники, цивільні особи, місіонери та торговці. Протягом 1940-х років було невелике населення європейських євреїв, розкиданих по космополітичних містах, які зараз знаходяться в Пакистані, таких як Карачі та Лахор. Вони прибули як частина єврейського виходу до Британської Індії після початку Другої світової війни в Європі. Однак наприкінці 1960-х більшість із цих євреїв разом із місцевим єврейським населенням пережили вихід після здобуття незалежності Пакистаном і, отже, залишили країну до сусідньої Індії чи Ізраїлю та західного світу. Терміни ґора (білий [чоловік]) і ґорі (біла [жінка]), фіранґі (іноземець) або angrez (англієць) використовуються як синоніми в Пакистані для позначення білої людини.

## Демографічні показники
У наступних розділах описуються поточні європейські спільноти експатріантів у Пакистані, відсортовані за географічним регіоном походження.

### Центральна Європа
Станом на 2014 рік швейцарська громада в Пакистані налічувала 336 осіб, згідно з реєстраціями в посольствах. Є також невелика група австрійських експатріантів. Чехи в Пакистані - це нова громада, що складається з експатріантів і громадян Чехії, одружених з пакистанцями. Чеський кіноклуб був створений в Ісламабаді посольством Чехії з 2004 року. Він організував покази чеських фільмів для чехів, які проживають в Пакистані, а також для людей, які говорять чеською мовою. Існує також незначна німецька громада.

### Східна Європа
У країні дуже невелика українська громада, яка налічує кілька десятків. До неї входять бізнесмени, журналісти, дипломати та українські подружжя, одружені з пакистанцями. Більшість із них проживають у мегаполісах. Російська громада в Пакистані невелика і існує ще з радянських часів. Є також білі пакистанці вірменського та турецького походження. Є деякі румуни, зосереджені в Ісламабаді.

### Північна Європа
Північноєвропейські експатріанти в Пакистані в основному складаються зі скандинавських громад. Модель повернення-міграції спостерігається серед данців пакистанського походження, деякі сім'ї яких оселилися в Пакистані. Станом на 2006 рік у Пакистані проживало близько 100 інших данців. У Пакистані також було близько 200 шведів, і вони розповсюджені по всій країні.  Населення фінів у Пакистані менше.
У країні присутня норвезька діаспора, значна частина з яких є норвежцями пакистанського походження. У Пакистані проживає до 4000 громадян Норвегії. Місто Харіан в районі Гуджрат Пенджабу відоме як «Маленька Норвегія», оскільки більшість пакистанців-норвежців родом із цього району, і багато з них переселилися сюди. Інші поділяють свій час між Норвегією та Пакистаном. Вони заснували сімейний бізнес і побудували великі будинки в місті, включаючи тих, хто повернувся до Пакистану після виходу на пенсію. Грошові перекази та інвестиції норвежців підсилили економіку міста та нерухомість. Ті, хто більше звик до міського життя, вважають за краще володіти будинками у великих містах, таких як Ісламабад і Лахор. Приватні школи в Харіані за підтримки посольства забезпечують заняття норвезькою мовою для дітей норвезьких громадян, що полегшує асиміляцію, коли експатріанти повертаються до Норвегії. За даними Статистичного управління Норвегії, кожен третій пакистансько-норвезький молодь проводить в Пакистані щонайменше рік або більше, ознайомлюючись із своїм культурним корінням. Норвезька громада зберігає живий інтерес до політики вдома і спостерігає за національними подіями в країні.

### Південна Європа
Станом на 2010 рік у Пакистані проживало 300 громадян Італії. Деякі італійці відомі в історії регіону як найманці імперії, такі як Паоло Авітабіле та Жан-Батіст Вентура, які служили в Пенджабі та на Прикордонні під керівництвом Ранджит Сінгха. У Пакистані проживає невелике іспанське населення, яке в основному обмежується Ісламабадом. У Карачі також проживає невелика португальська громада. Громада відома заснуванням місіонерських шкіл і своїм внеском у поп-музичну сцену країни. Португальська присутність у Південній Азії бере початок з початку 16 століття, після піднесення Португальської імперії. Імперія не контролювала жодних регіонів, що входять до складу сучасного Пакистану. Проте вона володіла колоніями в Індії (особливо Гоа) і здійснила ряд вторгнень уздовж нинішнього південного узбережжя Пакистану. У 1568 році португальці на чолі з адміралом Фернаном Мендес Пінту напали на Дебаль (поблизу Татти ), коли вони наштовхнулися на кораблі османських торговців, які стояли на якорі в порту.

### Західна Європа
У 2005 році в Пакистані проживало понад 47 000 британців . До 2015 року їхнє населення становило 80 000, що робить їх найбільшою західною громадою.   Вони включають англійців та меншу кількість експатріантів із Шотландії, Уельсу та Північної Ірландії .  Спільнота також включає велику кількість британських пакистанців, які переселилися в Пакистан. Місто Мірпур в Кашмірі, звідки походить більшість британських пакистанців, називають «Маленькою Британією» через британське населення, яке є емігрантами.    Будівлі колоніальної епохи, інфраструктура, закони, установи, управління та культура, залишені британцями, існують по всьому Пакистану як спадщина імперії. 
Ірландці були присутні на південноазійському субконтиненті з часів Ост-Індської компанії. Багато з них служили солдатами та урядовцями колоніальної імперії. Приблизно половина британських сил на субконтиненті складалася з ірландської живої сили. Інші стали відомими як вихователі, медсестри та християнські місіонери. Ця традиція продовжується і сьогодні, оскільки кількома монастирськими школами в Пакистані керують ірландські черниці – такими як монастирі Ісуса і Марії в Карачі, Лахоре та Муррі або школи монастиря Презентації в Пенджабі, засновані сестрами Презентації. Багато римо-католицьких місіонерів з Ірландії вже десятиліттями працюють у Пакистані і займаються соціальною роботою або наданням послуг християнській громаді країни. Ірландські експатріанти також працюють медичними волонтерами або обіймали ключові посади, що представляють такі міжнародні організації, як Організація Об'єднаних Націй. Серед відомих ірландсько-пакистанців – сестра Джон Берчманс Конвей, яка стала вчителем,  та Дженніфер Муса, яка вийшла заміж у сім’ю Казі і пішла в політику, заслуживши титул «королева Белуджистану».
Серед інших західноєвропейських діаспор також є невелика французька громада.

## Організації
Європейські країни мають посольства в Ісламабаді, а деякі також мають представництва в Карачі та Лахоре. Крім того, Європейський Союз представлений в Пакистані через делеговану місію.